# Crossair
Crossair fue una aerolínea regional suiza con sede en el aeropuerto Aeropuerto de Basilea-Mulhouse-Friburgo en Saint-Louis (Francia), cerca de Basilea (Suiza).
Después de hacerse cargo de la mayoría de los activos de Swissair tras la quiebra de esa aerolínea en 2002, Crossair se reestructuró para convertirse en Swiss International Air Lines. 

## Historia

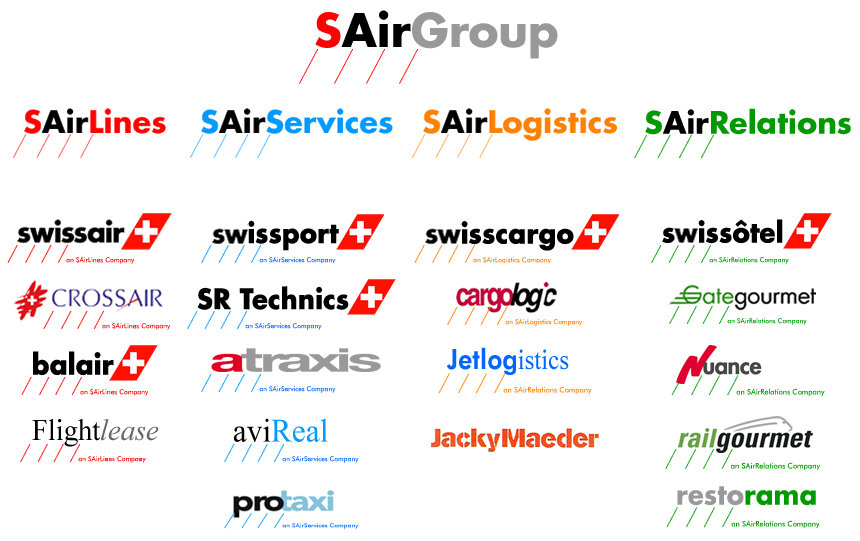
El SAirGroup

Fue fundada como una empresa privada bajo la denominación Business Flyers Baselle por Moritz Suter, cambiando su nombre a Crossair el 18 de noviembre de 1978, como paso previo para iniciar sus servicios regulares el 2 de julio de 1979 con vuelos entre Zúrich y Núremberg, Innsbruck y Klagenfurt. Tenía su sede en el aeropuerto de Zúrich en Kloten en 1985.
Añadió servicios chárter para el principal accionista Swissair en noviembre de 1995.
Después de que la empresa matriz SAirGroup tuviera que solicitar una moratoria de reestructuración de deuda en octubre de 2001, se hizo necesario cambiar toda la planificación. El 31 de marzo de 2002, Swissair cesó todas sus operaciones mientras que la mayoría de sus activos fueron absorbidos por Crossair, que posteriormente fue reestructurada y rebautizada para convertirse en Swiss International Air Lines.

## Flota

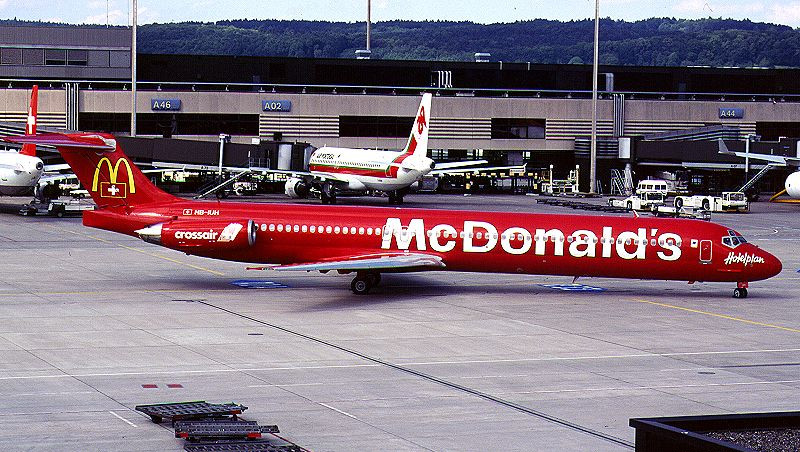
Un McDonnell Douglas MD-83 de Crossair en el Aeropuerto de Zúrich en 1999 con la librea de McDonald's y Hotelplan

Crossair operó la siguiente flota de aeronaves siguientes aviones:
| Aeronaves                       | Total | Introducido | Retirado | Matrículas |
| ------------------------------- | ----- | ----------- | -------- | --- |
| British Aerospace 146           | 25    | 1990        | 2002     | HB-IXT, HB-IXB, HB-IXC, HB-IXD, HB-IXZ, HB-IXY, HB-IXF, HB-IXG, HB-IXH, HB-IXK, HB-IXX, HB-IXW, HB-IXV, HB-IXU, HB-IXS, HB-IXR, HB-IXQ, HB-IXP, HB-IXO, HB-IXN, HB-IXM, HB-IYZ, HB-IYY, HB-IYX, HB-IYW,                                                                                 |
| British Aerospace ATP           | 1     | 2000        | 2000     | G-OBWO |
| Cessna 210                      | 1     | 1976        | 1982     | HB-CSP |
| Cessna 550 Citation II          | 2     | 1979        | 2000     | HB-VIO y HB-CGE |
| Cessna T310                     | 1     | 1976        | 1980     | HB-LFK |
| Embraer ERJ-145                 | 22    | 2000        | 2002     | HB-JAA, HB-JAB, HB-JAC, HB-JAD, HB-JAE, HB-JAF, HB-JAG, HB-JAH, HB-JAI, HB-JAJ, HB-JAK, HB-JAL, HB-JAM, HB-JAN, HB-JAO, HB-JAP, HB-JAQ, HB-JAR, HB-JAS, HB-JAT, HB-JAU y HB-JAV |
| Fairchild Hiller FH-227         | 1     | 1984        | 1984     | OO-DTA |
| Fairchild Swearingen Metroliner | 13    | 1979        | 1990     | HB-LND (rrg. EC-DXS), HB-LLC, HB-LNA, HB-LNE, HB-LLD (rrg. EC-DXT), HB-LLE, HB-LLF, HB-LNB, HB-LNC, HB-LNO, HB-LLB, HB-LLA y D-IHUC |
| Fokker 50                       | 5     | 1990        | 1995     | HB-IAN, HB-IAO, HB-IAP, HB-IAR y HB-IAS |
| McDonnell Douglas MD-82         | 1     | 1995        | 2001     | HB-INR |
| McDonnell Douglas MD-83         | 11    | 1995        | 2002     | HB-INV, HB-INW, HB-INZ, HB-IUN, HB-ISX, HB-IUM, HB-IUP, HB-IUO, HB-ISZ, HB-IUG y HB-IUH |
| Saab 340                        | 35    | 1984        | 2002     | HB-AKP, HB-AHK, HB-AHL, HB-AHE, HB-AHO, HB-AHR, HB-AKB, HB-AKF, HB-AKH, HB-AKI, HB-AKL, HB-AKM, HB-AHH, HB-AHI, HB-AHD, HB-AHS, HB-AHC, HB-AHF, HB-AHG, HB-AHB, HB-AHP, HB-AHQ, HB-AHN, HB-AHT, HB-AHM, HB-AKC, HB-AKA, HB-AHA, HB-AKD, HB-AKG, HB-AKO, HB-AKE, HB-AKK, HB-AKN y LN-NVD |
| Saab 2000                       | 34    | 1994        | 2002     | HB-IYA, HB-IYB, HB-IYC, HB-IYD, HB-IYE, HB-IYF, HB-IYG, HB-IYH, HB-IZA, HB-IZB, HB-IZC, HB-IZD, HB-IZE, HB-IZF, HB-IZH, HB-IZI, HB-IZJ, HB-IZK, HB-IZL, HB-IZM, HB-IZN, HB-IZO, HB-IZP, HB-IZQ, HB-IZR, HB-IZS, HB-IZT, HB-IZU, HB-IZV, HB-IZW, HB-IZX, HB-IZY y HB-IZZ                 |

## Incidentes y accidentes
- El 10 de enero de 2000, el vuelo 498, un Saab 340B, se estrelló apenas despegó en Zúrich. Las 10 personas a bordo murieron.
- El 24 de noviembre de 2001, el vuelo 3597, un Avro RJ100, se estrelló en las cercanías de Zúrich, matando a 24 de las 33 personas a bordo, incluyendo a la cantante de La Bouche, Melanie Thornton.
- El 10 de julio de 2002, el vuelo 850, un Saab 2000, hizo un aterrizaje de emergencia en el aeródromo Werneuchen en Alemania. La aeronave quedó irreparable cuando golpeó un banco de tierra ubicado en la pista cuya señalización no cumplía con las normas.